# Nicola Costa
Nicola Costa (Milazzo, 3 aprile 1968) è un musicista italiano.

## Biografia
Nicola Costa è un chitarrista, session man, arrangiatore e songwriter italiano che ha collaborato con numerosi artisti italiani ed internazionali, incluso il leggendario compositore di musica da film Ennio Morricone.
Inizia a suonare la chitarra all'età di 10 anni. Si appassiona al blues, al rock ed al jazz elettrico, crescendo con la musica di Jimi Hendrix, Led Zeppelin, Jeff Beck e Weather Report. Dopo le prime esperienze musicali con vari gruppi giovanili, decide di approfondire gli studi al conservatorio. Si dedica così allo studio dell'armonia e dell'arrangiamento e nel 1993 consegue il diploma di contrabbasso. Nel frattempo segue dei corsi di perfezionamento chitarristico con Scott Henderson (G.I.T - Hollywood L.A.) e Jim Kelly (Berklee College of Music - Boston).
Ha collaborato con le orchestre Rai e Mediaset in numerose produzioni televisive. Ha partecipato al Festival di Sanremo 1997 come direttore d'orchestra e negli anni che vanno dal 2002 al 2006 come chitarrista dell'orchestra della RAI. Durante queste edizioni del festival, ha suonato con numerosi artisti nazionali ed internazionali tra i quali Lionel Richie, Natalie Cole, Michael Bublé, The Blues Brothers, Gavin DeGraw, Will Smith, José Feliciano, Vasco Rossi, Andrea Bocelli, Laura Pausini, Eros Ramazzotti e molti altri.
Ha inoltre collaborato in studio, live e in tour con numerosi big della musica pop italiana, tra i quali: Fiorella Mannoia, Adriano Celentano, Claudio Baglioni, Loredana Bertè, Renato Zero, Marco Masini, Patty Pravo, Gianna Nannini, Il Volo, Ron, Neck, Max Gazzè, Luca Barbarossa, Ivana Spagna, Chiara Civello, Amii Stewart, Alexia e con i maestri Ennio Morricone, Luis Bacalov, Celso Valli, Pippo Caruso, Nicola Piovani, Renato Serio, Peppe Vessicchio, Geoff Wesley.
Ha realizzato due album da solista: nel 2007 "Electric Roots" nel 2014 "The Wrong Blues"
Ha collaborato inoltre col bassista statunitense Marco Mendoza, (Whitesnake, Thin Lizzy, David Lee Roth), in una serie di tour Europei e con The Rolling Stones Project, un gruppo composto da Tim Ries, Darryl Jones e Bernard Fowler, musicisti dei Rolling Stones.
Ha inoltre partecipato ad un progetto internazionale della ESC Records, un album intitolato - The Loner 2 A Tribute To Jeff Beck - insieme a grandi chitarristi come Scott Henderson, Michael Thompson, Jim Campilongo, Jeff Richman e altri.
È docente di chitarra Pop Rock presso il Conservatorio di Musica " L. Refice" di Frosinone.

## Albums
- 2007: Electric Roots
- 2014: The Wrong Blues

## Partecipazioni alFestival di Sanremo
- Festival di Sanremo 1997: dirige l'Orchestra durante l'esibizione di Paolo Carta con il brano Non si può dire mai... mai del quale è anche autore.
- Festival di Sanremo 2002: chitarrista dell'Orchestra di Musica Leggera della Rai.
- Festival di Sanremo 2003: chitarrista dell'Orchestra di Musica Leggera della Rai.
- Festival di Sanremo 2004: chitarrista dell'Orchestra di Musica Leggera della Rai.
- Festival di Sanremo 2005: chitarrista dell'Orchestra di Musica Leggera della Rai.
- Festival di Sanremo 2006: chitarrista dell'Orchestra di Musica Leggera della Rai.

## Collaborazioni
- 1997: Paolo Carta - Paolo Carta - Album
- 1998: AA.VV. - Festa della musica - Live Show
- 1998: Loredana Bertè - Decisamente Loredana - Album e Tour
- 1998: Loredana Bertè e Renato Zero - In alto mare - Singolo
- 1999: Luca Barbarossa - Musica e Parole - Tour
- 1999: Luca Barbarossa e Tina Arena - Segnali di fumo - Singolo, Video[4]
- 1999: Amii Stewart - TV Live Show
- 2000: Luca Barbarossa - Tour
- 2001: Luca Barbarossa - Viaggio di ritorno - Tour
- 2001: Ivana Spagna - La nostra canzone - Album
- 2001: Anna Tatangelo - Dov'è il coraggio - Singolo
- 2002: Luca Barbarossa - Tour
- 2003: Manuel Carrasco - Quiereme - Album
- 2003: Luca Barbarossa - Fortuna - Tour
- 2004: AA.VV. - Music Farm Compilation - Album
- 2004: AA.VV. - 50 canzonissime Sanremo - TV Live Show
- 2004: AA.VV. - In my heart - TV Live Show
- 2004: Alexia - Gli occhi grandi della luna - Tour
- 2005: Marco Masini - Il giardino delle api - Tour
- 2005: Claudio Baglioni - TV Live Show
- 2005: AA.VV. - L'anno che verrà - TV Live Show
- 2006: Lucio Dalla - Domenica In - TV Live Show
- 2006: Renato Zero - Domenica In - TV Live Show
- 2006: Gino Paoli - Domenica In - TV Live Show
- 2007: Michael Bublé - Domenica In - TV Live Show
- 2008: Laura Pausini - Domenica In - TV Live Show
- 2008: Ennio Morricone - World Tour
- 2008: Gianni Morandi - Domenica In - TV Live Show
- 2008: Giorgia - Domenica In - TV Live Show
- 2009: Fiorella Mannoia - Ho imparato a sognare - Tour
- 2010: Fiorella Mannoia - Il tempo e l'armonia - Album e Tour
- 2010: Chiara Civello - Live Shows
- 2011: Adriano Celentano - Facciamo finta che sia vero - Album
- 2011: Marco Mendoza - European Live Shows
- 2012: Amici 2012 - TV Live Show e Album
- 2012: Chiara Civello - Al posto del mondo Album e Live Shows
- 2012: Patty Pravo - Live Shows
- 2014: Luis Bacalov - Xena Tango - Album
- 2015: Il Volo - Grande Amore (International Version) - Album
- 2015: Il Volo - "Live From Pompeii" - TV Show/DVD
- 2017: Celebration - TV Show - Rai 1
- 2017: Max Gazzè - Historic Minardi Day - Live Music Show
- 2019: The Voice - TV Show - Rai 2
- 2021: Ron - Abitante di un corpo celeste - Singolo
- 2021: Ron - Sono un figlio - Singolo
- 2022: Dalla Strada al Palco - TV Show - Rai 2

## (OST) Colonne Sonore
- 2002: Emma sono io - Film, musiche di Andrea Guerra, regia Francesco Falaschi
- 2011: Se sei così ti dico sì - Film, musiche di Francesco Cerasi, regia Eugenio Cappuccio
- 2011: Lezioni di Cioccolato 2 - Film, musiche di Francesco Cerasi, regia Alessio Maria Federici
- 2012: Comme un chef - Film, musiche di Nicola Piovani, regia Daniel Cohen
- 2012: Qualche nuvola - Film, musiche di Francesco Cerasi, regia Saverio Di Biagio
- 2012: Cusutu 'n coddu - Cortometraggio, musiche di Francesco Cerasi, regia Giovanni La Pàrola
- 2012: Ciliegine - Film, musiche di Nicola Piovani, regia Laura Morante
- 2013: Il principe abusivo - Film, musiche di Umberto Scipione, regia Alessandro Siani
- 2013: Benur, Un gladiatore in affitto - Film, musiche di Nicola Piovani, regia Massimo Andrei
- 2014: Sotto una buona stella - Film, musiche di Umberto Scipione, regia Carlo Verdone
- 2015: Si accettano miracoli - Film, musiche di Umberto Scipione, regia Alessandro Siani
- 2015: Squadra Mobile - Serie TV, musiche di Andrea Farri, regia Alexis Sweet
- 2015: Squadra Antimafia - Serie TV, musiche di Andrea Farri, registi vari
- 2015: Romanzo siciliano  - Serie TV, musiche di Nicola Piovani, regia Lucio Pellegrino
- 2015: Assolo - Film, musiche di Nicola Piovani, regia Laura Morante
- 2016: Tiramisù - Film, musiche di Andrea Farri, regia Fabio De Luigi
- 2016: Due Soldati - Film, musiche di Andrea Farri, regia Marco Tullio Giordana
- 2016: Mister Felicità - Film, musiche di Umberto Scipione, regia Alessandro Siani
- 2018: A casa tutti bene - Film, musiche di Nicola Piovani, regia Gabriele Muccino
- 2018: Una festa esagerata - Film, musiche di Nicola Piovani, regia Vincenzo Salemme
- 2018: Puoi baciare lo sposo - Film, musiche di Andrea Farri, regia Alessandro Genovesi
- 2018: Ricchi di fantasia - Film, musiche di Francesco Cerasi, regia Francesco Miccichè
- 2020: Petra - Serie TV, musiche di Andrea Farri, regia di Maria Sole Tognazzi
- 2020: 18 Regali - Film, musiche di Andrea Farri, regia di Francesco Amato
- 2020: 10 giorni con Babbo Natale - Film, musiche di Andrea Farri, regia Alessandro Genovesi
- 2021: Marilyn ha gli occhi neri - Film, musiche di Andrea Farri, regia di Simone Godano
- 2021: Lei mi parla ancora - Film, musiche di Lucio Gregoretti, regia di Pupi Avati